# 鬱林州
鬱林州，中国唐朝时开始设置的州。
唐高宗麟德二年（665年）析贵州之石南、兴德、鬱平置鬱州，乾封元年（666年），更名鬱林州，州治在鬱平县（今广西壮族自治区兴业县铁城）。天宝、至德为鬱林郡，土贡：布。一千九百一十八户，九千六百九十九口。下辖四县：鬱平县、兴业县（麟德二年析石南置，建中二年省石南入兴业，今广西兴业县山心镇）、兴德县（萧铣析石南置，寻废。武德四年析鬱平复置，今广西贵港市湛江镇）、潭栗县（今广西兴业县太平山镇古城村），一度治所在石南县（今广西兴业县葵阳镇旧县村）。北宋至道二年（996年），鬱林州治改设南流县（原牢州，今玉林市玉州区），建州城在南流江畔。
元代、明代仍设鬱林州。清朝雍正三年（1725年），鬱林州从梧州府分出，升鬱林直隸州，隶属桂平梧鬱道，光绪十三年（1887年）隶属左江道。民国元年（1912年），升鬱林州为鬱林府，次年废鬱林府为鬱林县。
鬱林州刺史
- 甯道务（景云年間）
- 何乾遇（开元初年）